# Jüdische Friedhöfe in Halberstadt

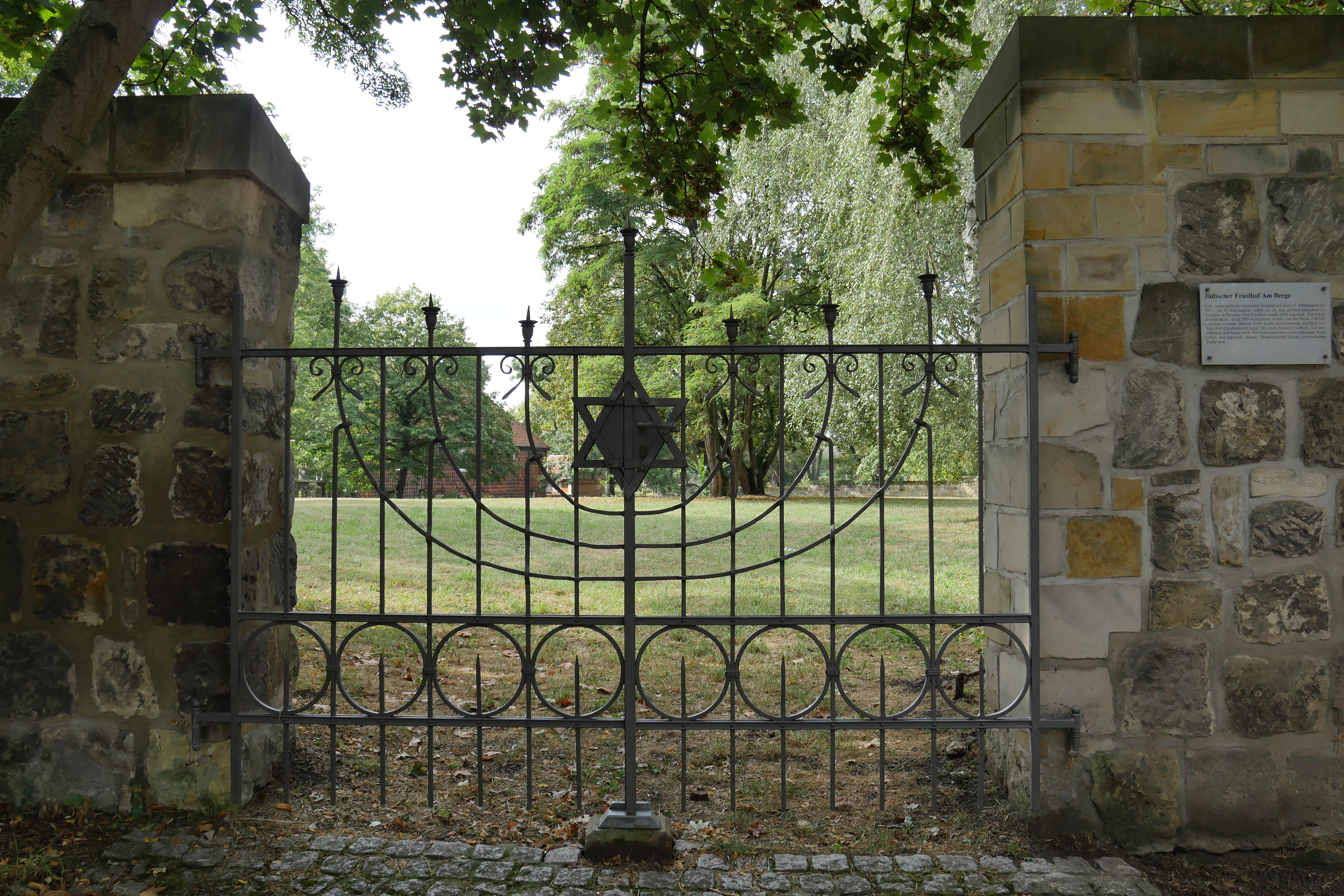
Pforte zum alten Jüdischen Friedhof in Halberstadt, Westendorf (2016)

Bei den Jüdischen Friedhöfen in Halberstadt handelt es sich um drei jüdische Friedhöfe in der Kreisstadt Halberstadt im Landkreis Harz in Sachsen-Anhalt.

## Alter Friedhof

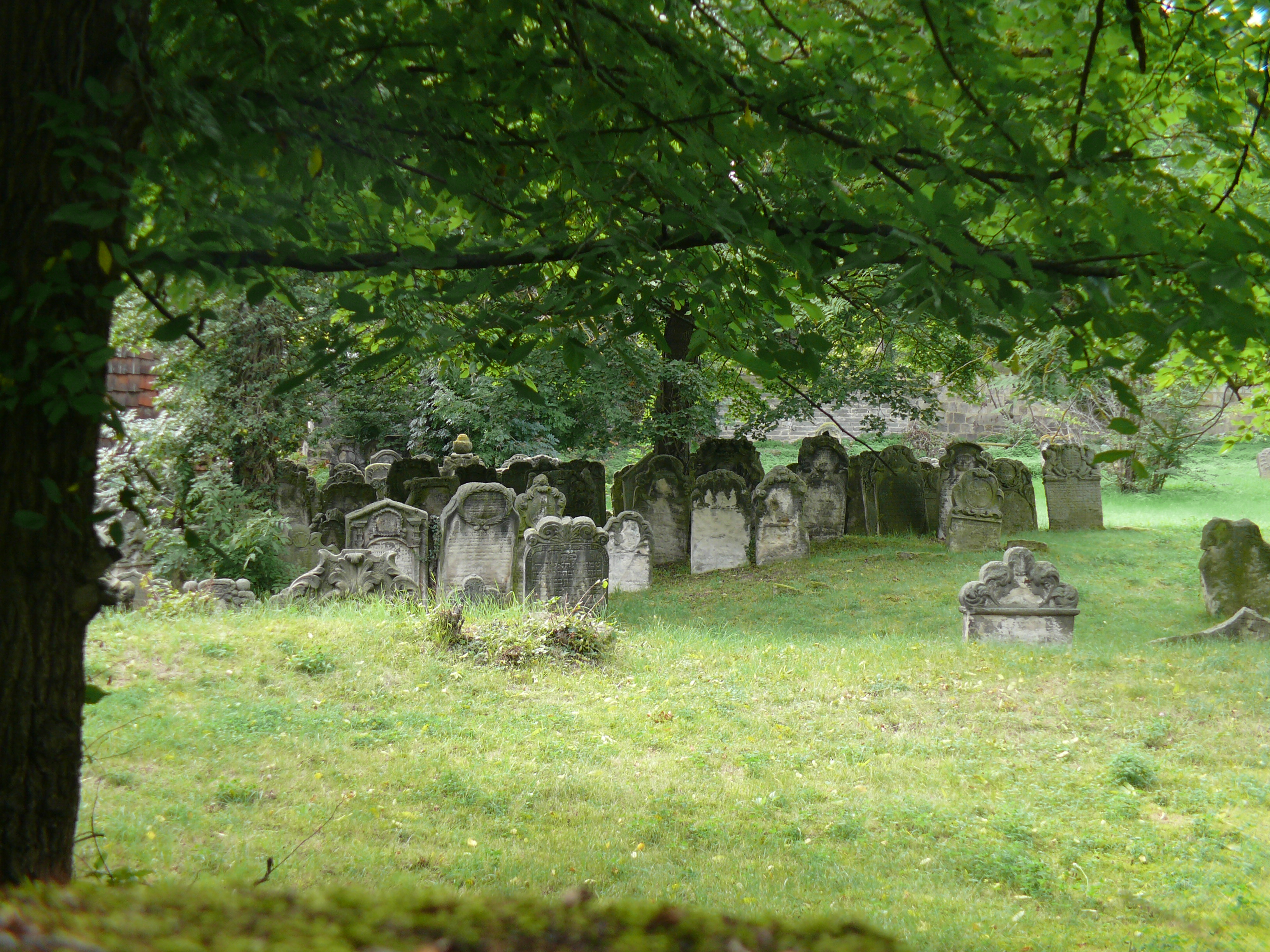
Alter Friedhof (2021)

Im Jahr 1644 wurde der Alte Friedhof an der Sternstraße am sogenannten „Roten Strumpf“ angelegt. Dort befinden sich noch etwa 150 verwitterte Grabsteine; der älteste erhaltene Grabstein stammt aus dem Jahr 1659. Im Jahr 1938 wurde der Friedhof von Nationalsozialisten geschändet, die Grabsteine wurden zum Teil für Splitterschutzgräben verwendet. Im Frühjahr 1945 wurden die meisten der über 1800 Grabsteine zum Bau von Panzersperren gegen die aus Richtung Braunschweig vorrückenden Alliierten verwendet, wie ein Grabsteinplan aus dem Jahr 1945 in den Unterlagen des Stadtarchivs belegt.

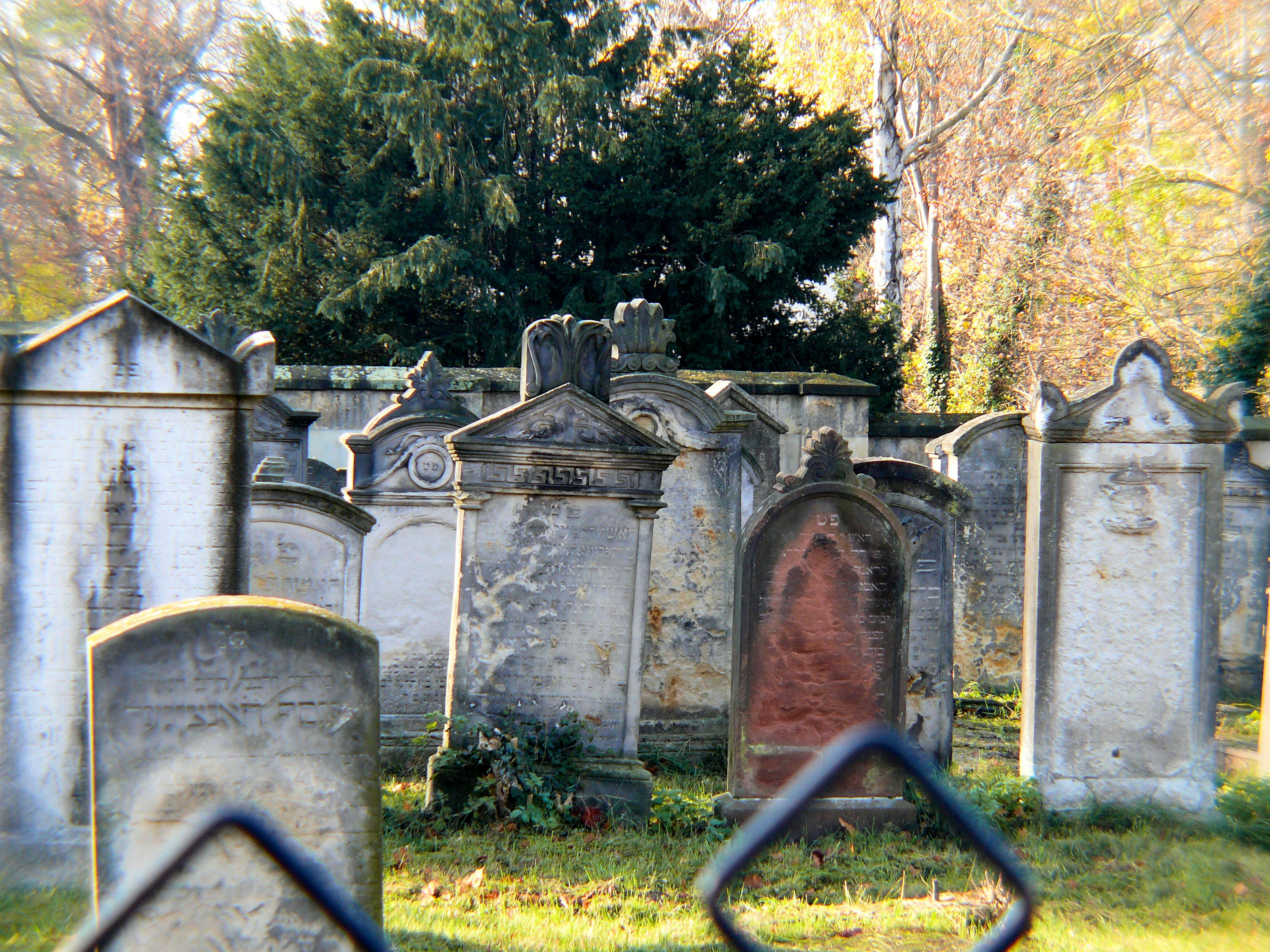
Friedhof Am Berge (2021)

## FriedhofAm Berge
Im Jahr 1695 wurde der Friedhof Am Berge neben dem ältesten Friedhof eröffnet. Dort sind noch ungefähr 400 Grabsteine in gutem Zustand zu finden, unter anderem von Persönlichkeiten wie Mitgliedern der Familie Hirsch und Berend Lehmann. Dieser zweite Friedhof wurde bis in die 1930er Jahre belegt.

## Neuer Friedhof

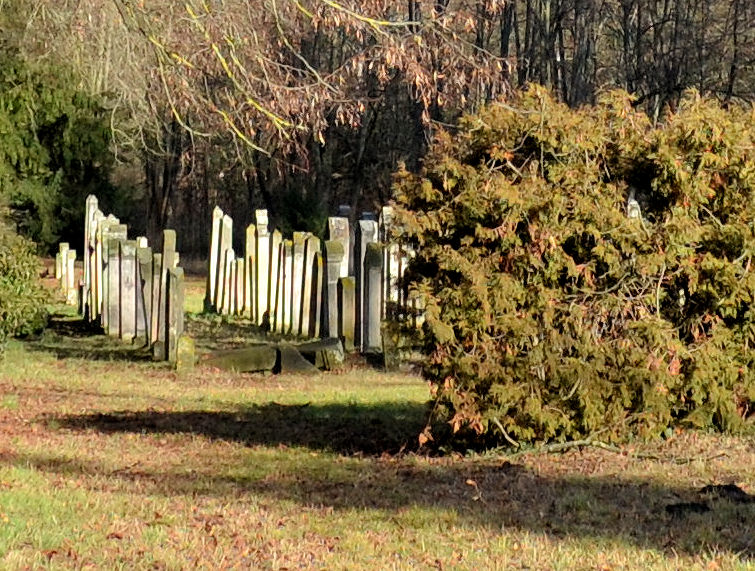
Jüdischer Teil des Städtischen Friedhofs in der Klein-Quenstedter Chaussee (2022)

Im Jahr 1895 wurde der dritte und jüngste Friedhof angelegt. Er befindet sich als Teil des städtischen Friedhofs an der Klein-Quenstedter Chaussee und steht unter Denkmalschutz. Es sind noch 384 Grabstellen mit etwa 300 Grabsteinen vorhanden. Im Zuge der Reichspogromnacht 1938 wurde die „Trauerhalle“ niedergebrannt und gesprengt; die Gräber blieben jedoch bis auf wenige Ausnahmen unangetastet.